# Siège de Bitche (1870-1871)
 (janvier 2020).
Guerre franco-prussienne de 1870
Batailles
- Chronologie de la guerre franco-prussienne de 1870
- Sarrebruck (08-1870)
- Wissembourg (08-1870)
- Forbach-Spicheren (08-1870)
- Wœrth (08-1870)
- Bitche (08-1870)
- Phalsbourg (08-1870)
- Borny-Colombey (08-1870)
- Strasbourg (08-1870)
- Mars-la-Tour (08-1870)
- Toul (08-1870)
- Gravelotte (08-1870)
- Metz (08-1870)
- Nouart (08-1870)
- Beaumont (08-1870)
- Noisseville (08-1870)
- Sedan (08-1870)
- Montmédy (09-1870)
- Soissons (09-1870)
- Siège de Paris et chronologie du siège (09-1870)
- Nompatelize (10-1870)
- Bellevue (10-1870)
- Châtillon (10-1870
- Châteaudun (10-1870)
- Buzenval (10-1870)
- Bourget (10-1870)
- Dijon (10-1870)
- Belfort (11-1870)
- La Fère (11-1870)
- Langres (11-1870)
- Bouvet et Meteor (navale) (11-1870)
- Coulmiers (11-1870)
- Thionville (11-1870)
- Châtillon-sur-Seine (11-1870)
- Villers-Bretonneux (11-1870)
- Beaune-la-Rolande (11-1870)
- Champigny (11-1870)
- Orléans (12-1870)
- Loigny (12-1870)
- Châteauneuf (12-1870)
- Beaugency (12-1870)
- Longeau (12-1870)
- l’Hallue (12-1870)
- Siège de Péronne (1871)
- Bapaume (01-1871)
- Villersexel (01-1871)
- Le Mans (01-1871)
- Héricourt (01-1871)
- Saint-Quentin (01-1871)
- Buzenval (01-1871)

Le siège de Bitche est un épisode de la guerre franco-prussienne de 1870. Bitche ayant été classée place forte de première classe en 1850, elle fut assiégée par les forces allemandes du 8 août 1870 au 26 mars 1871 et soutint un siège héroïque sous le commandement du gouverneur de la place : le commandant Louis-Casimir Teyssier, et du chef des troupes de la place : le commandant Geniès-Hippolyte Bousquet. Tous deux seront nommés lieutenants-colonels durant le siège.

## Prémices
Pour un article plus général, voir Histoire de Bitche.
Bismarck pense qu'une guerre franco-allemande s'avère nécessaire pour réaliser l'unité de l'Allemagne au profit de la Prusse. L'affaire de la dépêche d'Ems va mettre le feu aux poudres conformément à ses vœux et malgré le manque d'enthousiasme de Napoléon III. Lorsque la France déclare la guerre à la Prusse le 19 juillet 1870, la Prusse dispose de 450 000 hommes bien entraînés, dotés d'un armement efficace avec une tenue peu voyante et pratique : tunique bleu foncé, pantalon et bottes. Quant à l'armée française, réduite à l'armée du Rhin au début du conflit, malgré sa bravoure, elle n'est pas préparée à la guerre. D'une tenue trop voyante (képi et pantalon rouge, guêtres de toile blanche, capote bleue), le soldat français présente une cible parfaite pour l'ennemi. Son fusil Chassepot tire pourtant deux fois plus loin que le fusil allemand et le canon, chargé par la culasse, est en bronze. Les faits prouveront par la suite que si les soldats des armées impériales ont magnifiquement servi la France, leur encadrement laissait souvent à désirer. Le commandant Louis-Casimir Teyssier, à la tête de la place de Bitche, durant les combats, en sera une exception.

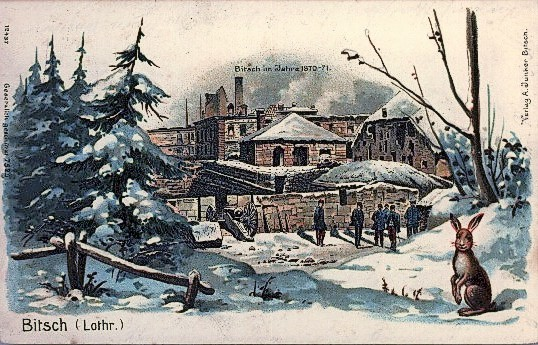
Bitche pendant le siège de 1870.

D'après un compte-rendu daté du 1er janvier 1870, la citadelle de Bitche abrite au début de l'année 53 canons, 4 662 fusils et 1 399 416 cartouches, plus de 120 tonnes de poudre et 26 128 projectiles de gros calibre. Lorsque le conflit éclate le 19 juillet 1870, il n'y a pas eu de ravitaillement supplémentaire à la forteresse. Peu de temps avant le conflit, le commandant Teyssier, nouvellement arrivé à Bitche et nommé le 9 juillet 1870, s'est installé dans la mairie de la ville. Avant de venir à Bitche, il était chef de bataillon d'un régiment d'infanterie à Thionville. Ce n'est qu'au début des hostilités qu'il transfère son domicile dans la forteresse où la mise en place des canons n'a lieu qu'après la bataille de Frœschwiller-Wœrth et sous la direction d'un capitaine d'artillerie en retraite, le capitaine Rossin.
Bitche est devenu le point de rassemblement du 5e corps français sous les ordres du général de Failly. Le 18 juillet 1870, la veille de la déclaration officielle de la guerre, la place abrite dix-sept bataillons d'infanterie et deux régiments de cavalerie.
Le 23 juillet 1870, le général de Failly transfère son quartier général de Bitche à Sarreguemines, laissant la place aux troupes du général Guyot de Lespart avec sa 3e division composée des 17e, 27e, 30e et 68e régiments d'infanterie. Le 24 juillet 1870, un détachement ennemi composé du 7e régiment d'uhlans (de) sabote la voie ferrée de Bitche-Sarreguemines à proximité de Bliesbruck dans le but d'isoler Bitche.

## Début du conflit
Le 29 juillet 1870, un premier accrochage a lieu à proximité de Breidenbach, à une dizaine de kilomètres au nord de Bitche entre une patrouille du 5e régiment de dragons allemand et une patrouille française. L'avant-garde française réagit en établissant le 31 juillet 1870 des travaux de retranchement sur les hauteurs de Hanviller, village situé à six kilomètres au nord de Bitche. Le 1er août 1870, un groupe de cinquante soldats est formé à Eppenbrunn, village situé à la frontière franco-allemande, par des chevau-légers du major von Egloffstein et des hommes du 12e régiment de hussards prussiens du major von Parry. Ces éclaireurs se dirigent vers la route Bitche-Wissembourg. Ils sont attaqués à Sturzelbronn par des éléments de l'infanterie française et doivent battre en  retraite en direction de Ludwigswinkel en empruntant les chemins escarpés. Un hussard allemand est capturé à la ferme du Mühlenbach alors qu'il y soigne son cheval blessé.
Le général de Failly est informé de la prise de Wissembourg par les Allemands et de la progression de la 3e Armée allemande. Il lui est ordonné de rassembler toutes ses troupes à Bitche. À la suite de ces directives, la division Lespart qui s'était avancée jusqu'à proximité de Pirmasens se retire sur Bitche le 2 août 1870. Le général de Failly arrive à Bitche avec le reste du Corps dans la soirée du 5 août 1870.
Au matin du 6 août 1870, un ordre du maréchal Mac Mahon enjoint aux troupes bitchoises d'envoyer sans délai une division à Philippsbourg, à dix-sept kilomètres au sud-ouest, pour rejoindre Wissembourg le lendemain avec les autres unités du 1er corps d'armée. Au matin du 6 août 1870, la division Lespart quitte la place de Bitche pour se rendre à Philippsbourg où elle apprend la défaite française de Wœrth. Cette mauvaise nouvelle est d'ailleurs télégraphiée à Bitche par le chef de gare de Bannstein vers dix-sept heures. Progressant encore de quelques kilomètres dans la vallée encaissée vers Niederbronn, la division française prend position sur les hauteurs à droite et à gauche de la station thermale. Ces troupes d'observation sont entraînées dans la retraite par les survivants de l'armée de Mac Mahon vers Saverne et vers Bitche avec quelques milliers de rescapés du 1er corps.

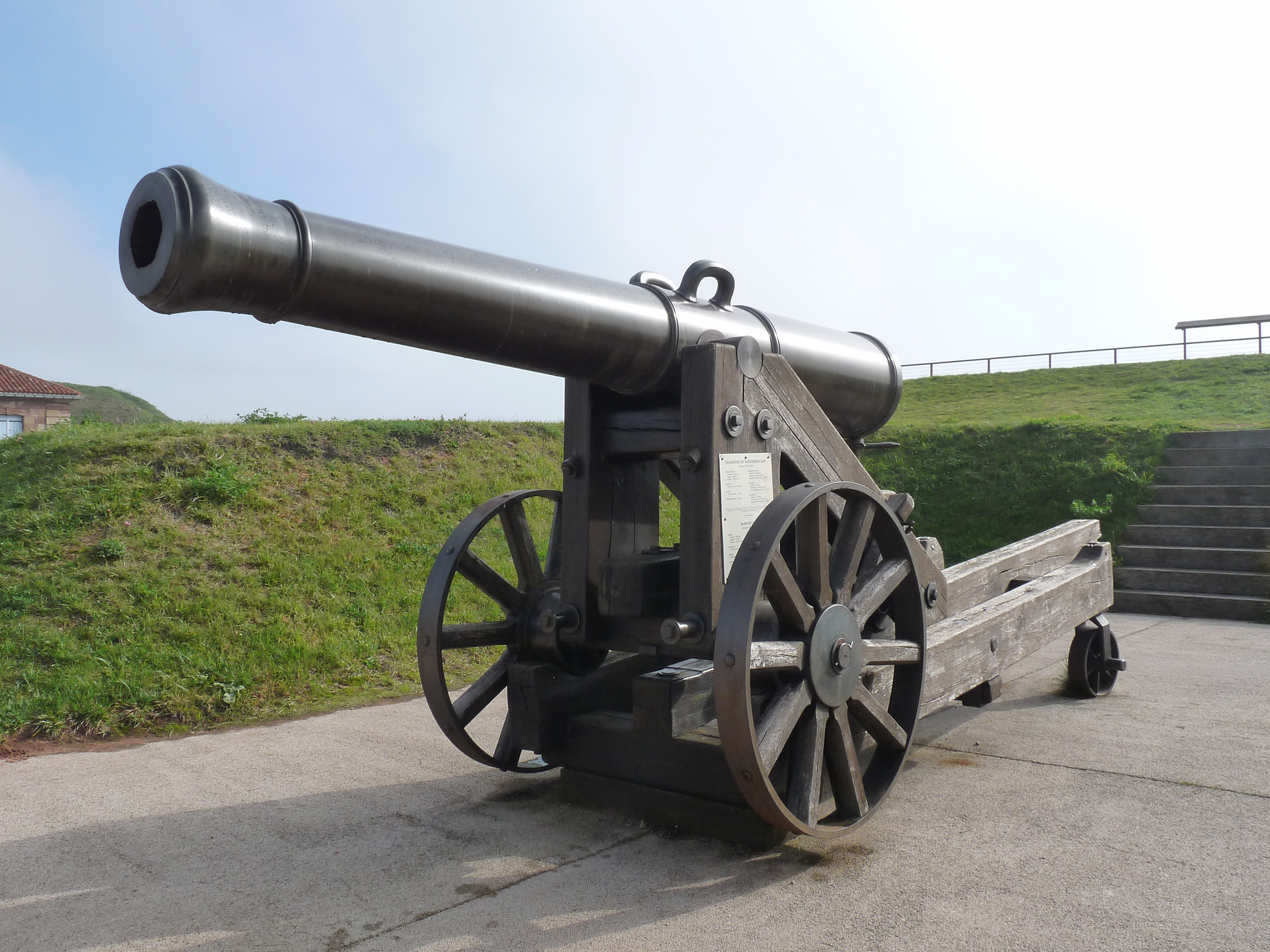
Copie à l'identique d'un canon de place rayé de 24 utilisé lors du siège.

La brigade Fontanges prend la direction de Saverne tandis que la brigade Albatucci se dirige vers Bitche. À ce moment-là, la garnison bitchoise est composée de 800 soldats du 86e, de 250 artilleurs de réserve, de douaniers, de gardes-mobiles bitchois, d'isolés, d'éclopés, de lignards, de cavaliers, de fantassins, de zouaves et de rescapés de la bataille de Frœschwiller-Wœrth. En fait, cette troupe hétéroclite représente exactement 72 régiments divers. Au nombre de 2 400, ces soldats se sont réfugiés en partie sur la citadelle et dans le camp retranché devant le fort Saint-Sébastien. L'armement à leur disposition est composé de 53 canons dont 17 seulement sont utilisables. Contrairement aux troupes ennemies, les Français retranchés à Bitche n'ont pas encore de chassepots mais de vieux modèles à tabatière.
À Bitche, le général de Failly a vainement attendu des ordres après avoir été informé des combats de l'Hôpital, près de Forbach et de Wœrth, au sud-ouest. Au soir du 6 août 1870, il prend la décision de quitter Bitche pour la Petite-Pierre avec ses deux divisions, laissant les Trains à Bitche. Le commandement allemand supposant à ce moment-là que Mac-Mahon s'est retranché dans la place bitchoise, ordonne à la 12e division allemande, placée à côté de Pirmasens, de progresser vers Bitche. Durant son avance, elle reçoit des informations par des éclaireurs qui ont atteint Haspelschiedt et Sturzelbronn le 7 août 1870. Les Allemands constatent, dans la nuit du 7 au 8 août, que des soldats français en déroute traversent Eguelshardt et que de nombreuses unités bivouaquant à Bitche se sont retirées vers le sud.
Mais lorsque le 4e escadron du 5e régiment de dragons allemand s'approche de la citadelle le 8 août 1870, il est pris pour cible par les pièces d'artillerie de la forteresse et compte quatre morts (qui sont enterrés provisoirement à Haspelschiedt) et cinq blessés. L'escadron bat alors en retraite. Le même jour, une brigade d'artillerie du 2e régiment d'artillerie de campagne royal bavarois (de) est envoyée vers la ville. Après être montée sur la colline du Kindelberg et après avoir tiré quelques obus sur la citadelle, elle essuie une vive riposte française. Un artilleur est tué et quatre autres blessés. La pièce d'artillerie détruite, les Bavarois battent aussitôt en retraite.
La résistance de Bitche neutralise les principales voies de communication, ce qui gêne considérablement la progression des troupes allemandes. Le 2e corps bavarois se rend alors à Lemberg en empruntant des chemins forestiers par la colline du Hochkopf après avoir laissé un bataillon d'infanterie et un escadron de chevau-légers en observation à proximité de Bitche. Quant à la 12e division allemande venant des environs de Pirmasens, elle gagne le même jour les villages de Lengelsheim et de Schorbach, après avoir emprunté l'ancienne route romaine de Walschbronn à Schorbach par les hauteurs de Bousseviller et de Hanviller. Le 9 août 1870, cette division quitte les villages de Lengelsheim et de Schorbach pour se rendre à Petit-Réderching où le prince Frédéric-Charles est arrivé la veille avec son 4e corps à partir de Volmunster, dans le but de couper la route à Mac Mahon que les Allemands supposent toujours à Bitche.
Le 11 août 1870, les troupes allemandes d'observation laissées près de Bitche sont relevées par le 1er bataillon du 7e régiment d'infanterie royal bavarois (de) chargé de protéger les ambulances militaires de Reichshoffen et de Niederbronn et chargé d'envoyer des patrouilles d'observation à Bitche. La citadelle et le camp retranché n'abritent plus, à ce moment-là, que 2 400 hommes. Pour éviter que les troupes rescapées de Wœrth et de Forbach ne propagent des rumeurs démoralisantes parmi ses propres troupes réfugiées dans la citadelle et la population bitchoise, le commandant Teyssier ordonne de regrouper les soldats au fort Saint-Sébastien et dans le camp retranché au pied de ce fort. Pour affermir le moral de ses soldats à la citadelle, Teyssier leur explique l'importance stratégique de Bitche en cas de retraite allemande.
Estimant que la citadelle bitchoise est trop gênante pour sa stratégie et sa progression, victorieuse jusque-là, le commandant allemand créé un détachement spécial à Germersheim, au nord de Karlsruhe, pour réduire la résistance de Bitche. Ce détachement compte 1 850 hommes et est formé par des membres du 2e bataillon du 4e régiment d'infanterie royal bavarois (de), du 29e bataillon de réserve, d'un officier et de huit cavaliers, avec 4 canons de 12 livres à 44 coups et à obus incendiaires. Sous les ordres du colonel Kohlermann, avec 112 chevaux et 13 véhicules, ce détachement arrive à Niederbronn le 22 août 1870 et somme aussitôt le commandant de la citadelle de capituler.

## Bombardement
Dans la nuit du 22 au 23 août 1870, les Bavarois installent à grand peine une batterie d'artillerie sur la colline du Grand-Otterbiel, située à 1 100 mètres au nord de la citadelle. Cette colline présente l'avantage de se trouver à la même altitude (366 mètres) que la citadelle. Au matin du 23 août 1870, les assiégés de la place sont réveillés par des explosions. Le troisième obus tombe sur la Grosse-Tête de la citadelle, plus exactement sur la prison où se trouvent enfermés plusieurs prisonniers allemands dont l'un est blessé. Les tirs allemands se poursuivent deux heures durant, faisant s'abattre sur la citadelle cinquante-deux obus à fragmentation et vingt-cinq obus incendiaires. Comme il n'y a aucun résultat à la riposte de la citadelle, le colonel Kohlermann fait stopper le feu à sept heures du matin et envoie un parlementaire pour demander une nouvelle fois à Teyssier de se rendre. Celui-ci réitère son refus et Kohlermann comprend qu'il lui faudra une artillerie plus puissante pour réduire la place. Se retirant dans un bivouac situé entre Lengelsheim et Hanviller, il décide d'y attendre la livraison d'un armement plus efficace.
Notons que la riposte française à ce bombardement matinal fait subir des pertes à l'assaillant allemand : un officier et deux servants sont blessés par les tirs français. Du 23 au 27 août 1870, l'activité allemande se réduit à des travaux d'approche dans le bois des côtes de la Rosselle, creusant des retranchements et installant des positions d'artillerie. Le commandant Teyssier décide alors de harceler l'assaillant.
Dans la nuit du 29 au 30 août 1870, à deux heures du matin, quatre cents soldats français quittent le camp retranché en trois colonnes pour harceler les positions allemande installées au sud de la route de Sarreguemines sur le plateau de la Rosselle. Cette diversion permet aux Français de détruire des emplacements destinés aux pièces allemandes et de tirer sur les bivouacs de ces derniers. Le 31 août 1870, deux parlementaires allemands se présentent à nouveau au pied de la citadelle avec des journaux destinés à démontrer aux assiégés l'inutilité de leur résistance. Sur les ordres de Teyssier, le lieutenant Mondelli les fait éconduire. Ce même jour, les troupes allemandes reçoivent des renforts avec l'ordre de réduire définitivement la place de Bitche.

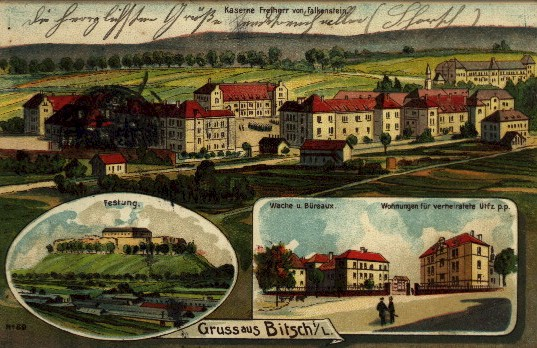
Gruss aus Bitsch.

Encouragés par le succès de leur sortie précédente, les Français livrent une légère escarmouche le 1er septembre 1870 à seize heures trente à proximité de la route de Sarreguemines. Dans la nuit du 3 au 4 septembre 1870, Teyssier fait exécuter une autre sortie de diversion à partir du camp retranché. Huit cents soldats se divisent en trois groupes distincts avec les missions suivantes :
- la colonne de droite doit fouiller les bois, attaquer les Allemands et occuper les positions sur la Roselle au nord de la route de Sarreguemines,
- la colonne du centre est chargée de neutraliser les fermes du Freudenberg, du Simserhof et du Légeret,
- la colonne de droite doit harceler les Allemands en effectuant un mouvement tournant au sud de la route de Sarreguemines.

Mais les Allemands sont sur leurs gardes, l'effet de surprise échoue et le combat qui suit dure trois heures, obligeant finalement les Français à battre en retraite. Les pertes bavaroises s'élèvent à neuf soldats, deux officiers et à vingt-neuf blessés, alors que les soldats de Teyssier déplorent neuf tués, soixante-deux blessés et trente hommes faits prisonniers par les Bavarois. Ces violents combats ont lieu à l'endroit appelé Milchenbach à gauche de la route de Sarreguemines. Le quartier général allemand se trouve d'ailleurs non loin de là, dans la ferme du Freudenberg. Ce jour est pourtant un jour de joie pour les Allemands qui apprennent la défaite de Sedan.
Quant au commandant Teyssier, il est informé de la débâcle de Sedan le 2 septembre 1870 par un émissaire venu de Metz. Pour ne pas briser le moral de ses troupes et de la population bitchoise, il préfère taire la nouvelle. Le lendemain, le 1er bataillon du 8e régiment d’infanterie bavarois (de) vient renforcer les assiégeants. Venu de Germersheim, il se fractionne par moitié entre Schorbach et Reyersviller tandis que le bataillon du 4e Régiment d'Infanterie se réunit au centre de la ligne aux fermes du Simserhof et du Légeret. De l'artillerie lourde est placée à la tuilerie de Hottviller. La place de Bitche est maintenant isolée.
Le 5 septembre 1870, les Allemands reçoivent un renfort de seize pièces de douze livres et quatre pièces de six livres avec deux cents obus par pièce. Le bombardement de Bitche est imminent. Le 6 septembre 1870, les troupes allemandes prennent les positions suivantes :
- le 1er bataillon du 8e Régiment d'Infanterie bavarois s'installe près de la route de Lemberg et crée des postes à Reyersviller,
- les 5e, 7e et 8e compagnies du 4e Régiment d'Infanterie s'installent sur la route de Sarreguemines à la ferme du Légeret,
- le 3e bataillon du 4e Régiment d'Infanterie prend place à la ferme Susel près de Schorbach,
- le 3e bataillon du 8e Régiment d'Infanterie reste en réserve au Simserhof,
- huit cavaliers patrouillent en permanence pour observer les routes de Deux-Ponts, de Wissembourg et de Haguenau.

Les troupes allemandes installent six batteries avec trois cents obus chacune du 6 au 11 septembre 1870, alors que la pluie tombe sans interruption. Les effectifs allemands comptent alors 3 788 hommes et 24 pièces d'artillerie. Ces pièces sont regroupées en six batteries situées de la façon suivante :
- une première au nord-est de Reyersviller à la lisière nord-est de la colline du Schimberg recouverte de forêts et distante de 1 700 mètres de la citadelle,
- la seconde se trouve sur la route de Reyersviller à 1 800 mètres de la citadelle,
- trois autres batteries occupent la Roselle entre le chemin de Reyersviller et la route de Sarreguemines, donc à 2 000 mètres de la place,
- la dernière batterie est placée à la lisière de la forêt du Schiesseck à 500 mètres au nord de la route de Sarreguemines, à la lisière de la forêt.

Les emplacements des pièces d'artillerie dominent d'environ trente mètres le sommet de la citadelle : le bombardement peut commencer. 
Le 11 septembre 1870, le bombardement commence sans avertissement à dix heures du matin avec vingt-quatre pièces qui se mettent à cracher le feu. La citadelle réplique aussitôt avec ses quatorze canons et les échanges de tirs se poursuivent presque toute la journée. Près des bâtiments embrasés sur la citadelle, les canons français cessent de répliquer vers midi alors que les Allemands continuent leurs tirs jusqu'à vingt-trois heures.
Ces tirs reprennent dans la nuit, ce qui force la citadelle à répliquer jusqu'au matin du 12 septembre 1870 à neuf heures. Les canons allemands poursuivent leur bombardement sur le camp retranché derrière le fort Saint-Sébastien et, à partir de dix-huit heures, les canonniers allemands, excédés par la résistance bitchoise, reçoivent l'ordre de bombarder les maisons de la ville épargnée jusque là. La vision devient dantesque : les bâtiments sur la citadelle et les maisons enflammées de la ville illuminent la nuit, alors que le ciel rougeoyant est obscurci par des nuages de fumée. En ville, soixante-dix maisons s'embrasent ainsi que la mairie.

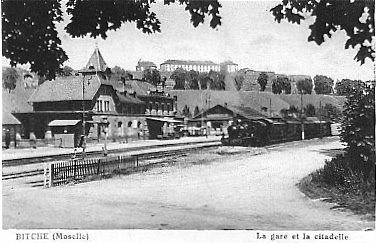
Vue de la gare et de la citadelle

Le lendemain, le 13 septembre 1870, Monsieur Lautenschlager, maire de la ville, demande au commandant Teyssier de suspendre des tirs afin de demander au colonel Kohlermann, le chef des assiégeants, de permettre à ceux qui le désirent de quitter la ville. Kohlemann refuse tout d'abord, puis déclare que la population qui partirait le ferait sous sa propre responsabilité. Teyssier prend alors des dispositions pour l'évacuation. Il n'est pas mécontent d'économiser ainsi des vivres pour ses troupes rationnées. En ce 13 septembre 1870, un certain nombre de Bitchois quitte la ville pour s'installer dans les villages environnants, principalement à Mouterhouse et à Baerenthal, mais aussi à Lemberg, Goetzenbruck, Meisenthal, Saint-Louis, Haspelschiedt et Eguelshardt. Il existe une controverse entre historiens sur le nombre de ces partants : le nombre variant de 500 à 1 760 selon les sources.
Après le départ de ces volontaires (y compris le maire et le curé), le commandant Teyssier désigne une commission municipale présidée par Monsieur Lamberton. Il faut pourtant noter un fait très important : les Allemands repoussent à l'intérieur de la ville un groupe de malades touchés par la variole, peut-être dans le but de contaminer aussi la garnison récalcitrante. Les tirs reprennent le 14 septembre 1870 sur la citadelle, sur la ville et le camp retranché. Une épaisse fumée flotte au-dessus de la vallée soumise à ce bombardement continu. Un drame faillit se produire ce jour-là sur la citadelle : un bâtiment en feu situé sur la Grosse-Tête abritait une casemate avec dix tonnes de poudre en barils. L'incendie est maîtrisé in extremis, et il est aisé d'imaginer ce qui aurait pu se passer si la poudre avait pris feu.
Les obus continuant à tomber nuit et jour sur la citadelle, les soldats français perdent la notion du sommeil. Les vivres sont rationnées, l'incendie et la fumée prend les hommes à la gorge, l'eau du puits devient trouble et les hommes réfugiés dans les souterrains n'entendent plus que le bruit sourd des obus qui explosent en surface et les cris des bêtes qui se trouvent dans les souterrains. Ceux-ci abritent non seulement un hôpital, mais aussi des toilettes, des chambres pour les officiers, des salles pour la troupe, une boulangerie, une boucherie, un puits, une salle-étable, des magasins de vivres et de munitions. Les 16 et 17 septembre 1870, les Allemands utilisent quatre nouvelles pièces de campagne pour bombarder Bitche : elles sont installées à la lisière de la forêt du Rothenstieg et sur le terrain situé entre les collines du Grand- et du Petit-Otterbiel. Les bombardements ralentissent à partir du 18 septembre 1870, ce qui n'empêche pas les pièces françaises de riposter en permanence. Le 19 septembre 1870, le commandant Teyssier décide de réduire la ration de riz à quarante grammes par tête et par jour.
Dans la soirée du 20 septembre 1870, les Allemands stoppent progressivement leurs tirs. Un parlementaire vient annoncer à Teyssier que la République est proclamée à Paris et que Guillaume Ier se trouve sous les murs de la capitale. Teyssier renvoie le parlementaire après avoir déclaré qu'il désire des preuves. Le bruit des canons cesse le 21 septembre 1870 : les tirs sur la citadelle et sur la ville de Bitche ont duré exactement dix jours et dix nuits. Le bilan de ce bombardement est très lourd. Les 7 100 projectiles allemands qui s'abattirent sur Bitche et sur sa citadelle semèrent la mort et la destruction : sur les 390 maisons que compte la ville, 121 bâtiments sont entièrement détruits et 184 autres partiellement endommagés. 135 foyers bitchois perdent leur maison. Quant à la citadelle, tous les bâtiments sauf la chapelle sont détruits par les obus incendiaires. Ce qui motive l'arrêt des bombardements allemands est un ordre du général-gouverneur d'Alsace, le comte de Bismarck-Bohlen, qui se rend compte que le siège et le bombardement coûtent trop de matériel et immobilisent trop de troupes. Sur son ordre, les pièces allemandes sont enlevées le 25 septembre 1870.

## Blocus de Bitche
À partir du 25 septembre 1870, le véritable blocus de la ville se met en place. Les Allemands se bornent à observer l'activité de la petite cité, bloquent les routes d'accès de Niederbronn et de Lemberg en installant des baraquements derrière le Pfaffenberg et à Schwangerbach, tout en effectuant des patrouilles au nord et à l'ouest de la ville. Le résultat des bombardements et du siège ne se fait pas attendre : une épidémie de typhus et de variole se déclare au sein de la population déjà très éprouvée. Le commandant Teyssier organise le transport par des ambulances avec l'aide des femmes de la ville et ses Sœurs de la Charité. Il improvise un hôpital au collège des Augustins et un drapeau blanc est hissé au-dessus de l'Institut transformé en hôpital militaire.
La tactique des troupes françaises assiégées est dorénavant de harceler les Allemands par des patrouilles extérieures. Bien que ceux-ci aient fait afficher des pancartes bilingues disant que « Toute action et toute tentative de ravitaillement de la place seraient punies de mort », la ville est ravitaillée de jour et de nuit par les habitants des villages voisins, même par des femmes et des enfants qui y apportent des vivres. Quatre compagnies françaises effectuent une sortie de diversion dans la nuit du 29 septembre 1870 et repoussent des travaux d'approche allemands sur la route de Sarreguemines. Une autre sortie le 2 octobre 1870 aboutit à l'incendie de la ferme du Freudenberg au cours d'une escarmouche qui fait six tués français, six tués allemands et six blessés allemands. D'autres sorties sont effectuées vers la route de Wissembourg, vers la Cense aux Loups et vers la route de Phalsbourg.
Le 7 octobre 1870, un nouveau parlementaire allemand se présente à la citadelle. Le commandant Teyssier charge l'adjudant de la place de le faire éconduire avec pour réponse : « Toute démarche est inutile : nous ne rendrons pas ! ». À Sarreguemines et à Niederbronn se créent des comités de soutien qui réussissent à faire parvenir des lits, des matelas, des vêtements et de vivres à la population bitchoise. Ce blocus devient encore plus rigoureux par la pluie et la neige. Au début du mois de novembre 1870, l'adjudant Mondelli peut s'évader de Bitche pour se rendre à Tours et procurer la solde à la garnison. Pour adoucir le sort des troupes qui campent sous des tentes au camp retranché au pied du Fort Saint-Sébastien, des wagons sont enlevés à la gare et transférés dans ce camp pour servir d'abris aux soldats transis.
Une situation assez étrange s'installe dans la ville assiégée et particulièrement démolie : sur la requête de la population soutenue par la création d'un comité de défense, les portes de la ville sont ouvertes de 7 heures à 17 heures, laissant une vie presque « normale » se développer sous les yeux des observateurs allemands. Pour soutenir le moral de la garnison, Teyssier a même organisé une fanfare grâce à des instruments de musique découverts dans les caisses du magasin de la citadelle. Lors du retour de Tours de l'adjudant Mondelli le 18 novembre 1871, de nombreuses promotions sont rapportées aux assiégés. Le remaniement du régiment est alors fait avec le bataillon des assiégés et les autres troupes de la ville : le nouveau 54e Régiment d'Infanterie, avec 10 compagnies de 160 hommes chacune, est créé. Afin de payer la garnison, Teyssier a envoyé une requête au consul de France à Neuchâtel en Suisse. Il obtient ainsi la somme de 50 000 francs, fin novembre. C'est à ce moment-là que 25 officiers français quittent Bitche pour rejoindre des troupes à l'intérieur de la France, ce qui laisse la ville en ce début du mois de décembre 1870 avec 79 officiers et fonctionnaires, 2 800 soldats, 2 officiers et 160 soldats dans les abris sanitaires, et 1 347 personnes civiles.
Cette population globale de 4 334 personnes, bien qu'assiégée, réussit à vivre presque normalement grâce à l'approvisionnement par les villages environnants. À la fin du mois de janvier 1871, un journal parvient aux assiégés leur apprenant la reddition de Paris. Malgré cette nouvelle, le drapeau français continue de flotter sur la citadelle. L'armistice du 28 janvier 1871 ne modifie en rien la situation de la cité.
Un nouveau parlementaire allemand vient annoncer officiellement la conclusion d'un armistice le 1er février 1871. Teyssier rejette cette nouvelle comme étant « sans valeur » pour la garnison bitchoise. Le 5 février 1871, deux nouveaux parlementaires apportent un pli cacheté qui contient la copie française du traité. Teyssier peut constater que Bitche est devenue la victime des divergences des deux autorités gouvernementales existantes, l'une à Paris et l'autre à Bordeaux puisqu'elle est tout simplement oubliée. Sur ces entrefaites, Mondelli nouvellement nommé capitaine, est chargé par Teyssier de chercher des instructions officielles à Bordeaux où il arrive le 17 février 1871. Le capitaine Mondelli revient à Bitche avec une lettre du ministre français de la Guerre.

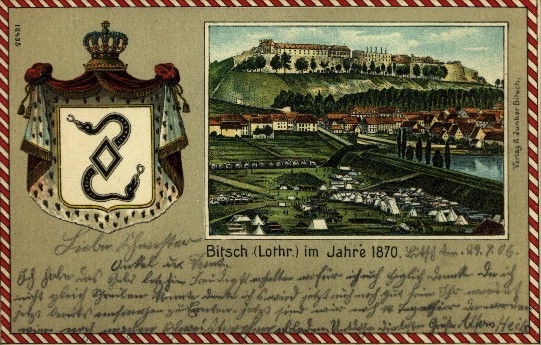
Bitche en 1870.

Le 7 mars 1871, le commandant Teyssier expose alors la situation à ses troupes et aux habitants de la ville. L'évacuation des troupes françaises est décidée. Dans la soirée du 9 mars 1871, un nouveau parlementaire allemand apporte à Teyssier un autre ultimatum envoyé par le comte de Bismarck-Bohlen et transmis par le colonel Kohlermann qui est le chef des assiégeants de Bitche. Teyssier refuse toute directive allemande et réclame des instructions du gouvernement français. Il a déjà fait démonter et transporter des pièces de 12 et de 24 de la citadelle jusqu'à la gare afin de les ramener en France et de les soustraire aux Allemands.
Le 9 mars 1871, le conseil municipal décide de faire confectionner et livrer aux défenseurs de la ville un drapeau français avec l'inscription : « La Ville de Bitche à ses défenseurs - 8 août 1870 - 12 mars 1871 ». Le 11 mars 1871, un codicille concernant Bitche est signé à Ferrières en Seine-et-Marne, mais le gouvernement français néglige d'en informer la ville. Le 12 mars 1871, un parlementaire allemand vient présenter au commandant Teyssier une lettre de Jules Favre par laquelle il lui est ordonné d'évacuer Bitche avec les honneurs de la guerre. Trois jours plus tard, le 15 mars 1871, une cérémonie a lieu au camp retranché : le drapeau confectionné par la ville est remis à Teyssier devant les troupes au garde-à-vous et qui défilent peu après devant les représentants de la municipalité. À cette même occasion, le commandant Teyssier reçoit une couronne de laurier de la part d'un comité de dames de Niederbronn.
Dans le but de trouver l'argent nécessaire pour la mise en route de ses troupes et pour soustraire l'équipement de la citadelle, Teyssier ordonne de détruire la poudre qui reste et fait démolir portes, fenêtres et grilles en fer du pont-levis et d'autres ouvrages pour les vendre à l'usine métallurgique de Niederbronn. Il procède de même avec les excédents de vivres. Cela lui rapporte la somme de 100 000 francs d'époque pour procéder à l'évacuation imminente. Les détails de celle-ci sont discutés le 22 mars 1871 entre les délégués de Teyssier et de Kohlermann dans une maison située au-delà de la voie ferrée sur la route de Strasbourg, mais cette entrevue aboutit à un échec, un désaccord régnant sur les modalités de l'évacuation.
Le colonel Kohlermann fait une sommation à Teyssier : si la garnison française n'évacue pas la ville, elle sera considérée comme « usurpatrice du territoire allemand ». Des pièces de gros calibre sont amenées par les Allemands jusqu'à Bitche pour intimider Teyssier et lui signifier ainsi une éventuelle reprise des bombardements. Le gouvernement français télégraphie alors à Teyssier de quitter la ville « avec les honneurs de la guerre ». Entêté, ce dernier récuse le terme puisqu'il n'y a pas eu de capitulation bitchoise. Teyssier prétend que, depuis le 11 mars 1871, il ne peut être traité en prisonnier et que les Allemands se doivent de le reconnaître « en mission à Bitche ». Les Allemands demandent en fait l'évacuation de la citadelle sans leurs armes et la mise à disposition de Teyssier au chef des troupes allemandes à Lemberg.

## Dénouement
L'arrêt des pourparlers allait avoir des conséquences concrètes et fâcheuses lorsque Mondelli réussit à nouveau à contacter Gambetta à Bourges, ce qui décida Teyssier à procéder à l'évacuation de la ville. Finalement, le 25 mars 1871, la garnison armée quitte la ville en emportant le drapeau confectionné par les habitants pour les défenseurs de leur ville. Les troupes de Teyssier quittent Bitche par la voie ferrée : elles passent par Haguenau, Saverne, Sarrebourg, Lunéville, Gray, Dijon, pour rejoindre leur nouvelle affectation à Nevers. Quant à Teyssier, nommé lieutenant-colonel, il reste à Bitche pour la passation officielle de la citadelle, et ne quitte la ville que le 3 avril 1871.
Le 26 mars 1871, les troupes allemandes pénétrent dans Bitche par la porte de Phalsbourg. C'est à cet emplacement que le commandant Teyssier remet les clefs de la place au colonel Kohlermann. Après avoir été française depuis 1766, la ville de Bitche devient allemande. Le jour précédant l'entrée des troupes allemandes, le maire de Bitche, Monsieur Lamberton, avait demandé à ses concitoyens de ne pas huer les Allemands par crainte de représailles, anecdote démontrant l'état d'esprit patriote et francophile de la population bitchoise.
Le bilan humain du siège de la ville est de dix-neuf morts allemands qui sont enterrés dans les cimetières de Reyersviller, de Schorbach et dans une fosse commune, le Bayerngrab, au-dessus de Schorbach. Les Bavarois doivent compter également soixante-deux blessés dans leurs rangs. Il faut aussi ajouter quatre soldats bavarois tués et enterrés à Haspelschiedt.
 Quant aux pertes françaises, les chiffres ne sont pas définis exactement : quatre-vingt-treize soldats français morts en ville sont inhumés à côté de la Chapelle de l'Étang dans le jardin de l'Hospice Saint-Joseph. Les victimes tuées à la citadelle ne sont pas connues de façon précise. 
Le 86e Régiment d'Infanterie français (transformé plus tard en 54e RI) qui avait occupé la citadelle, doit déplorer vingt-et-un soldats tués dans les ambulances ou hôpitaux de fortune. En outre, la multitude des régiments qui représentaient les troupes assiégées de Bitche compte soixante-douze autres soldats appartenant aux 17e, 27e, 30e, 46e, 68e, 84e, 88e et 96e Régiments d'Infanterie, aux 9e et 16e bataillons de chasseurs à pied, au 1er régiment de tirailleurs algériens, au 2e régiment de zouaves, au 1er régiment du génie, aux 3e et 5e régiments de hussards et au corps des douaniers. Les soldats français tombés sur la citadelle de Bitche sont enterrés dans les fossés de la citadelle.
La population civile déplore six morts, chiffre relativement faible par rapport à l'importance des dégâts subis. L'organisation par le commandant Teyssier de la défense de la forteresse assiégée de Bitche et son efficacité suscitent un intérêt considérable parmi les officiers français, au point de figurer longtemps au programme d'études de l'École supérieure de guerre.

## Hommage
En considération pour l’héroïque défense de Bitche, une place du 16e arrondissement de la capitale française reçut le nom de « place de Bitche ». Ce nom fut modifié lorsque Levi Morton, ambassadeur des États-Unis à Paris, y établit en 1881 sa résidence, ainsi que le siège de la légation qui avait dû quitter ses bureaux inadaptés du 5, rue de Chaillot. En effet, le jeu de mots auquel prêtait, en anglais, la dénomination originale émut jusqu'au département d'État de sorte que, sur l'insistance du chargé d'affaires, le préfet de la Seine accepta de rebaptiser la place, tandis qu'une place du 19e arrondissement prenait le nom de « place de Bitche ».

## Sources
1. ↑  Bitch : femme de mauvaise vie.
2. ↑  « Lieux de mémoire américains à Paris », sur usembassy.gov (consulté le 10 mai 2020).

- Didier Hemmert, Le Pays de Bitche, 1990.
- Francis Rittgen, Bitche et son canton, des origines à 1945, 1988.
- Bernard Robin, Les Grelots du vent, images et mirages du Pays de Bitche, 1984.
- Bernard Robin, Un sablier de brumes, 1989.
- Bernard Robin, Manteaux de grès et dentelles de sapin, 1992.
- André Schutz, Bitche et son pays, 1992.